# Sekzia Nes Ziona
Sekzia Nes Ziona (hebräisch סקציית כדורגל נס-ציונה Sektziyat Kaduregel Nes Tziona) war ein israelischer Fußballverein aus Nes Ziona.

## Geschichte
Der Verein wurde 1955 als FS Nes Ziona, durch einen Zusammenschluss der lokalen Fußballvereine in Nes Ziona gegründet und startete in der Liga Gimel, der fünfthöchsten israelischen Fußballliga. Schon in der zweiten Saison schaffte der Klub den Aufstieg in die vierte Liga. In der Saison 1962/63 gelang dann der Aufstieg in die Liga Alef. Drei Saisons später steig der Klub als Meister in die Liga Leumit auf und spielte nach nur einer weiteren Saison zum ersten Mal erstklassig. Die Saison 1966/68 wurde über zwei Jahre, in vier Runden gespielt, wobei Nes Ziona nur acht aus 60 Spielen gewinnen konnte und anschließend abstieg. In der Mitte der 1990er Jahre spielte der Verein in der mittlerweile aufgelösten Liga Artzit. In der Saison 1998/99 belegte der Klub den zweiten Platz, bekam aber aufgrund finanzieller Probleme vier Punkte abgezogen. Nach weiter anhaltenden Problemen wurde Nes Ziona nach der Saison 2000/01 aufgelöst.
Vor der Saison 2004/05 wurde der in Nes Ziona beheimatete Verein Maccabi Ben Zvi in Ironi Nes Tziona umbenannt. Mit dem Gewinn der Vizemeisterschaft stieg der Viertligist am Ende der Saison in die Liga Alef auf und wurde im Sommer 2005 in Sekzia Nes Ziona umbenannt. Mit der Neugründung ist der Klub damit der Nachfolger des ehemaligen FS Nes Ziona. Am Ende der Saison 2005/06 stieg der Verein wieder in die Liga Artzit auf. Nach einem erneuten Aufstieg in der Saison 2008/09, spielte Nes Ziona vier Spielzeiten in der Liga Leumit, bevor man am Ende der Saison 2012/13 wieder in die Drittklassigkeit abrutschte. Nach dem Wiederaufstieg, konnte der Klub in der Saison 2018/19 die Meisterschaft der Liga Leumit gewinnen, wodurch man wieder in die Ligat ha’Al aufsteigen konnte. Nach nur einer Saison stieg der Klub im Sommer 2020 jedoch wieder in die zweite Liga ab.
Am 5. September 2024 wurde die erneute Auflösung des Vereins aufgrund finanzieller Schwierigkeiten bekannt gegeben.

## Erfolge
- Erste Liga
  - Liga Alef: 1965/66

- Zweite Liga
  - Liga Bet: 1960/61
  - Liga Bet: 1962/63
  - Liga Bet: 1972/73
  - Liga Alef: 1990/91
  - Liga Artzit: 2008/09
  - Liga Leumit: 2018/19
- Dritte Liga
  - Liga Gimel: 1956/57
  - Liga Bet: 1989/90
  - Liga Alef: 2005/06